# Lourdes Reyes
Lourdes Reyes  (San Luis Potosí, San Luis Potosí, Mexikó, 1972. június 15. –) mexikói színésznő.

## Élete és pályafutása
1972. június 15-én született San Luis Potosíban. Szülei Jesús Reyes és Lourdes Barragán. 
Karrierjét 1993-ban kezdte. 1999-ben Marifer szerepét játszotta a Szeretni bolondulásig című sorozatban. 2005-ben a Piel de otoñóban szerepelt. 2012-ben Ilse Sánchez szerepét játszotta a La mujer del vendaval című telenovellában.

## Filmográfia

### Telenovellák
- Mujeres de negro (2016) - Rita
- Corazón que miente (2016) - Rafaela del Moral Sáenz
- La sombra del pasado (2014)
- Las trampas del deseo (2013) - Roberta Jáuregui de Álvarado
- La mujer del vendaval (2012-2013) - Ilse Sánchez vda. de Rosado
- Infames (2012) - Yalda "Maga" Adam
- Ni contigo ni sin ti (2011) - Doctora
- Juro que te amo (2008) - Malena de Fregoso
- Rebelde (2006) - Julia Lozano
- Piel de otoño (2005) - Claudia Lambarri
- Sueños y caramelos (2005) - Selene de Monraz
- De pocas, pocas pulgas (2003) - Rocío Montes de Fernández
- Por un beso (2000) - Estela Hidalgo
- Amigos x siempre (2000) - Melissa Escobar #2
- Szeretni bolondulásig (Por tu amor) (1999) - María Fernanda "Marifer" Cifuentes Álvarez
- Camila (1998) - Selene Olivares
- Sin ti (1998) - Ángeles Rubio-Castillo
- Confidente de secundaria (1996) - Renata
- María (María la del barrio) (1995) - Lic. Elba Sánchez
- Agujetas de color de rosa (1994-1995) - Laura

### Sorozatok
- Capadocia (2012)
- La rosa de Guadalupe (2010-2012)
- El peso de la verdad .... Leticia
- Vestida de besos .... Laura
- Siempre hay una puerta .... Adriana
- Corazón de madre .... Nora
- Sin hogar .... Alma
- La menos culpable .... Sara
- En sus zapatos .... Fedra
- Oscuro secreto .... Atenas
- Corazón de azúcar .... Ofelia
- Lo que dicta el corazón .... Ana
- Como dice el dicho (2011)
- Los simuladores(2009)
- Mujeres asesinas (2009) - Diana Alvarado
- Mujer, casos de la vida real (14 epizód, 2001-2004)
- Voces en el silencio
- El largo regreso a casa
- Trauma infantil (2001)
- Cautivo de un cuerpo (2002)
- Venta nocturna (2002)
- Para que tu me quieras (2002)
- Con el pueblo en contra (2002)
- Tu alma en mí (2002)
- El décimo mandamiento (2003)
- Carencias vitales (2003)
- Instinto de supervivencia (2003)
- La búsqueda (2003)
- Doble moral (2004)
- Silencio (2004)
- ¿Qué nos pasa?  (1999)
- Televiteatros (1993)
- Metrópolis revista 4tv (2007) - Műsorvezető

### Színház
- Cuarto Obscuro (2001)
- Todos tenemos problemas (sexuales) (2003)
- Confesiones de Mujeres de 30 (2004)
- Alas Cortas (2005)
- Cuesta Caro (2006)
- Gorda (Fat Pig ) (2010)
- Sin Tetas No Hay Paraíso (2011)

### Filmek
- La esclavitud en el siglo XXI: La trata de personas (2009)
- El Purgatorio (2008)
- El anillo (2005)
- Dos tragedias (2004)
- La mano en la Reja (2003)